# ジャンバー
もしかして
- ジャンパー (衣服)
- ジャンパー

のいずれかではありませんか？